# Неврокопски ансамбъл
Неврокопският ансамбъл за народни песни и танци, създаден като Ансамбъл за народни песни и танци „Яне Сандански“, е фолклорен ансамбъл за песни и танци в град Гоце Делчев, България. Основан е в 1946 година като самодеен ансамбъл при читалище „Просвета“ в града.
Пръв художествен ръководител е Зафир Кънчев. Ансамбълът е съставен от женски хор и оркестър от народни инструменти, както и танцова група от жени и мъже с ръководител Тодор Червенков. Оркестърът  се състои предимно от тамбури, но има и кавали, гайда, гъдулки, дайрета и тъпан; звуковият му колорит е характерен за областта.
Музикални ръководители на съставите са били Златко Коцев, Александър Кокарешков, Иван Кавалджиев, Илия Манолов, Костадин Руйчев,  Запрю Икономов
Ансамбълът първоначално използва характерните чисти форми на местния фолклор. По-късно се насочва и към използване на по-разнообразен фолклорен материал. До 1962 сбирката от текстове на народни песни надхвърля 2000. Ансамбълът заема важно място в културния живот на областта, а има концерти и в цяла България. Към 2024 година ансамбълът е изнесъл над 4000 концерта пред повече от 4,5 млн. зрители. Има задгранични турнета в Полша, Унгария, Югославия, Македония, Русия, Латвия, Украйна, Гърция, Италия, Канада, Холандия и Египет.
Първенец е на Националния преглед на художествената самодейност (1949), носител е на втора награда от Първия републикански фестивал. Отличен е с орден „Кирил и Методий“ I степен, със званието „Представителен ансамбъл“ и с други държавни и международни отличия.